# Ерик Дејвис
Ерик Дејвис (шп. Eric Javier Davis Grajales; 31. март 1991) панамски је фудбалер. 

## Каријера
Године 2009, потписао је за панамског прволигаша Арабе Унидо, где је одиграо 44 утакмице. Средином 2011. потписао је нови уговор са уругвајским клубом Сентро Атлетико Феникс. Дебитовао је 12. маја 2012. године против Клуб Спортиво Серита. У лето 2013, Дејвис се придружио клубу Спортинг Сан Мигелито, а вратио се у Арабе Унидо лета 2015. године.
У септембру 2015. године, потписао је уговор са словачким суперлигашем Дунајска Стреда.

## Репрезентација
Дебитовао је за сениорску репрезентацију Панаме 2010. године. Панама је успела први пут да избори пласман на Светско првенство 2018, победом над Костариком од 2:1. Био је уврштен у састав Панаме на Светском првенству у Русији 2018. године.